# Zijde (meetkunde)

Een kubus heeft 6 zijden.

In de meetkunde heet elk van de begrenzende vlakken van een veelvlak of elk van de begrenzende lijnstukken, waaruit een veelhoek is opgebouwd, een zijde van dat veelvlak of die veelhoek. De begrenzende veelhoeken van een veelvlak worden ook de zijden of ook zijvlakken van het veelvlak genoemd. Een kubus heeft bijvoorbeeld zes vierkanten als zijden of zijvlakken. Een zijde in de vorm van een lijnstuk wordt ribbe genoemd.
De definitie kan voor meer dimensies worden aangehouden, voor polytopen. De lagerdimensionale begrenzingen van een polytoop zijn dan polytopen van een lagere dimensie, maar de begrenzingen worden ook een zijde van de polytoop genoemd.
In de convexe meetkunde is een zijde van een polytoop {\displaystyle P} de doorsnede van de ondersteunende hypervlakken van {\displaystyle P} en {\displaystyle P} zelf. Uit deze definitie volgt dat de verzameling van de zijden zowel de polytoop zelf als de lege verzameling inhouden. Bijvoorbeeld een veelvlak in {\displaystyle \mathbb {R} ^{3}} ligt in zijn geheel op een hypervlak van {\displaystyle \mathbb {R} ^{4}}. 

## Voorbeelden

### Vierdimensionaal
Alle onderstaande voorbeelden zijn {\displaystyle n}-zijden van een vierdimensionale polychoron:
- 4-zijde - de 4-dimensionale polychoron zelf
- 3-zijde - elke 3-dimensionale cel
- 2-zijde - elke 2-dimensionale veelhoeks zijde
- 1-zijde - elke 1-dimensionale ribbe
- 0-zijde - elk 0-dimensionaal hoekpunt
- de lege verzameling.

### Tweedimensionaal
- Een driehoek heeft drie 1-zijden.
- Een vierhoek heeft vier 1-zijden.
- Een vijfhoek heeft vijf 1-zijden.

## Facetten en randen
Als een polytoop {\displaystyle n} dimensies heeft, wordt een zijde in {\displaystyle n-1} dimensies een facet genoemd. Een cel van een polychoron is bijvoorbeeld een facet, een 'zijde' van een veelvlak is een facet, een edge van een veelhoek is een facet, enz. Een zijde in {\displaystyle n-2} dimensies wordt een rand genoemd.